# Ed van Thijn
Eduard van Thijn (/ˈeːdyɑrt fɑn ˈtɛin/), dit Ed van Thijn (/ˈɛt fɑn ˈtɛin/), né le 16 août 1934 à Amsterdam et mort le 19 décembre 2021 dans la même ville, est un homme politique néerlandais membre du Parti travailliste (PvdA).

## Biographie
Ed van Thijn est ministre de l'Intérieur dans le cabinet Van Agt II de 1981 à 1982.